# 長田次郎
長田 次郎（ながた じろう、1971年1月22日 - ）は、大分朝日放送の元アナウンサー。
福岡県出身。九州産業大学卒業。1993年4月1日、同年10月の開局を控えていた大分朝日放送に入社し、同期の志垣佳奈、武本靖子、中村康人、原田多美子とともに同局のアナウンサーになる。

## アナウンサー時代の担当番組
- OABプライムニュース[1]
- スーパーJチャンネルおおいた[4]